# واکنش مک‌فایدن–استیونز
واکنش مک‌فایدن–استیونز (به انگلیسی: McFadyen–Stevens reaction) یک واکنش شیمیایی در شیمی آلیست که عبارت است از تجزیه حرارتی آسیل‌سولفونیل‌هیدرازیدها به آلدهیدها با استفاده از کاتالیزورهای بازی.
دودمن و همکاران یک واکنشگر برای جایگزینی با هیدرازید ایجاد کرده‌اند.

## سازوکار واکنش
سازوکار واکنش مک‌فایدن–استیونز هنوز در دست بررسی است. دو گروه به‌طور مستقل سازوکار تکه‌تکه شدن هترولیتیک را پیشنهاد کرده‌اند. این سازوکار شامل پروتون‌زدایی آسیل سولفونامید و به دنبال آن یک مهاجرت ۲٬۱-هیدرید برای ایجاد آلکوکسید (۳) است. فروپاشی آلکوکسید منجر به تولید آلدهید مورد نظر (۴)، گاز نیتروژن و یون آریل سولفاته (۵) می‌شود.
مارتین و همکاران سازوکار متفاوتی را شامل آسیل نیترن پیشنهاد کرده‌اند.

## همچنین ببینید
- هیدرازید